# Spisak nauka o životu
Prirodne nauke sačinjavanju grane nauke kojima su obuhvaćena naučna izučavanja organizama – kao što su mikroorganizmi, biljke, i životinje uključujući ljudska bića – kao i srodna razmatranja kao što je bioetika. Dok biologija ostaje na centralnom mestu nauka o životu, tehnološki napreci u molekularnoj biologiji i biotehnologiji su doveli do razvoja specijalizacija i interdisciplinarnih polja.
Neke nauke o životu imaju fokus na specifičnom tipu života. Na primer, zoologija je izučavanje životinja, dok je botanika izučavanje biljaka. Druge nauke o životu imaju fokus na aspektima koji su zajednički za sve ili većinu životnih formi, kao što su anatomija i genetika. Druga polja se bave tehnološkim naprecima u kojima učestvuju živa bića, kao što je bioinženjering. Jedna druga glavna, mada specifičnija, grana nauka o životu je ona koja obuhvata razumevanje uma, neuronauka.
Nauke u životu pomažu u poboljšanju kvaliteta i standarda života. One su našle primenu u zdravstvu, poljoprivredi, medicini, i u farmaceutskoj i prehrambenoj industriji. Postoji znatno preklapanje u mnogim temama izučavanja među naukama o životu.

## Biologija i njene grane
Biologija – eklektično polje, sastavljeno od mnogih grana i poddisciplina. Međutim, uprkos širokog opsega biologije, postoje određeni opšti i ujedinjavajući koncepti koji važe za sve grane izučavanja i istraživanja, konsolidirajući ih u jedinstveno, koherentno polje. Generalno, biologija prepoznaje ćelije kao osnovne jedinice života, gene kao osnovne jedinice nasleđivanja, i evoluciju kao mašinu koja pokreće sintezu i nastanak novih vrsta. U današnje vreme je isto tako prihvaćeno da svi organizmi opstaju putem konzumacije i transformacije energije, kao i regulacije svoje unutrašnje sredine radi održavanja stabilnih i vitalnih uslova. Ovo su neke od glavnih grana biologije:
- Anatomija – izučavanje forme i funkcije, kod biljki, životinja, i drugih organizama, ili specifično kod ljudi
- Biohemija – izučavanje hemijskih reakcija neophodnih za postojanje i funkcionisanje života, obično sa fokusom na ćelijskom nivou
- Bioinženjerstvo – izučavanje biologije koristeći inženjerski pristup sa naglaskom na primeni znanja, posebno u kontekstu biotehnologije
- Bioinformatika – interdisciplinarno naučno polje koje razvija metode za čuvanje, pristup, organizaciju i analizu bioloških podataka. Glavna aktivnost u bioinformatici je razvoj softverskog oruđa za generisanje korisnog biološkog znanja.
- Biolingvistika – izučavanje biologije i evolucije jezika
- Biološka antropologija – izučavanje biološke osnove ljudi, drugih primata, i hominina; ona je potpolje antropologije. Takođe je poznata kao fizička antropologija
- Biomatematika – matematička reprezentacija, tretman i modelovanje bioloških procesa, koristeći tehnike i oruđa primenjene matematike
- Biomehanika – izučavanje mehanike živih bića
- Biomedicinska istraživanja – izučavanje zdravlja i bolesti
- Biofizika – izučavanje bioloških procesa primenom teorija i metoda koji su tradicionalno korišteni u fizičkim naukama
- Biotehnologija – izučavanje manipulacija žive materije, uključujući genetičke modifikacije i sintetičku biologiju
- Botanika – izučavanje biljki
- Citologija – izučavanje ćelija kao kompletnih jedinica, i molekularnih i hemijskih interakcija koje se odvijaju unutar živih ćelija
- Biologija razvića – izučavanje procesa putem kojih se formira organizam, od zigota do pune strukture
- Ekologija – izučavanje interakcija živih organizama jednih sa drugima i sa neživim elementima njihovog okruženja
- Entomologija – izučavanje insekata
- Epidemiologija – glavna komponenta istraživanja javnog zdravlja, izučavanje faktora koji utiču na zdravlje populacija
- Etologija – izučavanje životinjskog ponašanja
- Evoluciona biologija – izučavanje porekla i primena vrsta tokom vremena
- Evoluciona biologija razvića – izučavanje evolucionog razvića uključujući molekularnu kontrolu
- Genetika – izučavanje gena i nasleđivanja
- Hematologija – izučavanje krvi i organa koji formiraju krv
- Biologija mora – izučavanje okeanskih ekosistema, biljki, životinja, i drugih živih stvorenja
- Mikrobiologija – izučavanje mikroskopskih organizama (mikroorganizama) i njihovih interakcija sa drugim živim organizmima
- Molekularna biologija – izučavanje biologije i bioloških funkcija na molekularnom nivou. Ona se u znatnoj meri poklapa sa biohemijom, genetikom i mikrobiologijom
- Neuronauka– izučavanje nervnog sistema
- Fiziologija – izučavanje funkcionisanja živih organizama, i organa i delova živih organizama
- Populaciona biologija – izučavanje grupa organizama
- Sociobiologija – izučavanje biološke osnove sociologije
- Strukturna biologija – grana molekularne biologije, biohemije, i biofizike koja se bavi molekularnim strukturama bioloških makromolekula
- Sintetička biologija – dizajn i konstrukcija novih bioloških entiteta kao što su enzimi, genetička kola i ćelije, ili redizajniranje postojećih bioloških sistema
- Sistemska biologija – izučavanje integracije i zavisnosti raznih komponenti unutar bioloških sistema, sa posebnim fokusom na ulozi metaboličkih puteva i strategija ćelijske signalizacije u fiziologiji
- Toksikologija – izučavanje efekata hemikalija na žive organizme
- Zoologija – izučavanje životinja, uključujući klasifikaciju, fiziologiju, razviće, i ponašanje
- Zimologija – izučavanje fermentacije i njene praktične primene